# Alexandre José Bortolato
Alexandre José Bortolato (født 10. november 1973) er en tidligere brasiliansk fodboldspiller.
Han har spillet for flere forskellige klubber i sin karriere, herunder Montedio Yamagata.